# Ариенцо
Ариѐнцо (на италиански: Arienzo) е градче и община в Южна Италия, провинция Казерта, регион Кампания. Разположено е на 70 m надморска височина. Населението на общината е 5364 души (към 2010 г.).